# Tselinnyy (huyện của Altai)
Huyện Tselinnyy (tiếng Nga: ? райо́н) là một huyện hành chính tự quản (raion), của Vùng Altai, Nga. Huyện có diện tích 2870 kilômét vuông, dân số thời điểm ngày 1 tháng 1 năm 2000 là 17100 người. Trung tâm của huyện đóng ở Tselinnoye.